# Hilde Krahl
Hilde Krahl, nata Hildegard Kolačný (Slavonski Brod, 10 gennaio 1917 – Vienna, 28 giugno 1999), è stata un'attrice austriaca.
Nel 1949, ha vinto il Premio per la miglior interpretazione femminile al Festival di Locarno per il film Liebe 47.

## Filmografia parziale
- Lumpacivagabundus, regia di Géza von Bolváry (1936)
- Menzogna (Die barmherzige Lüge), regia di Werner Klingler (1939)
- Il postiglione della steppa (Der Postmeister), regia di Gustav Ucicky (1940)
- I commedianti (Komödianten), regia di Georg Wilhelm Pabst (1941)
- Anuschka, regia di Helmut Käutner (1942)
- Großstadtmelodie, regia di Wolfgang Liebeneiner (1943)
- Träumerei, regia di Harald Braun (1944)
- Liebe 47, regia di Wolfgang Liebeneiner (1949)
- Meine Nichte Susanne, regia di Wolfgang Liebeneiner (1950)
- Disperazione (Schatten der Nacht), regia di Eugen York (1950)
- Weiße Schatten, regia di Helmut Käutner (1951)
- Der Weibsteufel, regia di Wolfgang Liebeneiner (1951)
- Herz der Welt, regia di Harald Braun (1952)
- 1º aprile 2000! (1. April 2000), regia di Wolfgang Liebeneiner (1952)
- La spia dagli occhi verdi (Die Mücke), regia di Walter Reisch (1954)
- Ewiger Walzer, regia di Paul Verhoeven (1954)
- All'est si muore (Kinder, Mütter und ein General), regia di László Benedek (1955)
- Nacht der Entscheidung, regia di Falk Harnack (1956)
- Das Glas Wasser, regia di Helmut Käutner (1960)
- 90 minuti dopo mezzanotte (90 Minuten nach Mitternacht/Neunzig Minuten nach Mitternacht), regia di Jürgen Goslar (1962)
- L'ispettore Derrick (Derrick) (1976) - Serie TV; Stagione 3, episodio 9